# Полнятичі
Повнятичі або Полнятичі (пол. Pełnatycze) — село на Закерзонні в Польщі, у гміні Заріччя Переворського повіту Підкарпатського воєводства.
Населення — 708 осіб (2011).

## Географія
Село розташоване на відстані 3 кілометри на південний захід від центру гміни села Заріччя, 12 кілометрів на південь від центру повіту міста Переворськ і 40 кілометрів на схід від центру воєводства — міста Ряшіва.

## Історія
За податковим реєстром 1515 р. в селі були 11 ланів (коло 275 га) оброблюваної землі, млин, корчма і піп (отже, вже тоді в селі була церква).
За податковим реєстром 1589 р. село належало Бейковському, у селі були 8 і 1/2 лану (коло 212 га) оброблюваної землі, 2 млини, 11 загородників із землею, 6 коморники з тягловою худобою і 3 без неї. До 1772 року Полнятичі входили до складу Перемишльської землі Руського воєводства Королівства Польського.
В 1772 році внаслідок першого поділу Польщі село відійшло до імперії Габсбургів і ввійшло до складу австрійської провінції Галичина.
Відповідно до «Географічного словника Королівства Польського» в 1880 р. Полнятичі знаходились у Ярославському повіті Королівства Галичини і Володимирії, було 84 будинки і 447 мешканців, з них 227 греко-католиків, 220 римо-католиків, а на землях фільварку було 5 будинків і 61 мешканець, з них 8 греко-католиків, 46 римо-католиків і 7 юдеїв. На той час унаслідок півтисячоліття латинізації та полонізації українці лівобережного Надсяння опинилися в меншості.
У міжвоєнний період село входило до ґміни Розьвениця Ярославського повіту Львівського воєводства. На 1.01.1939 в селі проживало 820 мешканців, з них 10 україномовних українців-грекокатоликів, 300 польськомовних українців-грекокатоликів, 420 поляків, 70 польських колоністів міжвоєнного періоду і 15 євреїв.
16 серпня 1945 року Москва підписала й опублікувала офіційно договір з Польщею про встановлення лінії Керзона українсько-польським кордоном. Українці не могли протистояти антиукраїнському терору після Другої світової війни. Частину добровільно-примусово виселили в СРСР (343 особи — 83 родини). Решта українців села попала в 1947 році під етнічну чистку під час проведення Операції «Вісла» і була депортована на понімецькі землі у західній та північній частині польської держави, що до 1945 належали Німеччині.
У 1975-1998 роках село належало до Перемишльського воєводства.

## Демографія
Демографічна структура станом на 31 березня 2011 року:
|          | Загалом | Допрацездатний вік | Працездатний вік | Постпрацездатний вік |
| -------- | ------- | ------------------ | ---------------- | -------------------- |
| Чоловіки | 333     | 78                 | 216              | 39                   |
| Жінки    | 375     | 81                 | 200              | 94                   |
| Разом    | 708     | 159                | 416              | 133                  |

## Пам’ятки
Церква в селі вже була в 1515 р.
В селі збереглася мурована парафіяльна греко-католицька церква Введення Пр. Богородиці, збудована в 1708 році. Парафія належала до Порохницького деканату Перемишльської єпархії. Після виселення українців використовується під костел.